# Diachrysia leonina
Diachrysia leonina är en fjärilsart som beskrevs av Charles Oberthür 1884. Diachrysia leonina ingår i släktet Diachrysia och familjen nattflyn. Inga underarter finns listade i Catalogue of Life.